# محطة قطار بومدفع
محطة بومدفع هي محطة قطار جزائرية تقع بإقليم بلدية بومدفع بولاية عين الدفلى. تُعدّ جزءًا من شبكة الخطوط الإقليمية التي وتديرها الشركة الوطنية للنقل بالسكك الحديدية في الجزائر.

## وضع السكك الحديدية
تقع محطة بومدفع على خط الجزائر - وهران، حيث تسبقها محطة وادي جر وتتبعها محطة الحسينية.

## تاريخ
في 2025 كانت المحطة ضمن برنامج تحديث.

## خدمة الركاب
تخدم محطة بومدفع القطارات الإقليمية على خط الجزائر – الشلف.

## روابط خارجية
- "ش.و.ن.س.ح". الشركة الوطنية للنقل بالسكك الحديدية. مؤرشف من الأصل في 2025-05-05.